# 阿尔西圣雷斯蒂蒂
阿尔西圣雷斯蒂蒂（法語：Arcy-Sainte-Restitue，法語發音：[aʁsi sɛ̃t ʁɛstity]）是法国上法蘭西大區埃纳省的一个市镇，属于苏瓦松区。

## 地理
阿尔西圣雷斯蒂蒂（49°15'10"N, 3°27'53"E）面积26.43 平方千米，位于法国上法蘭西大區埃纳省，该省份为法国北部内陆省份，北起北部省，西接索姆省和瓦兹省，东临阿登省和马恩省，西南至塞纳-马恩省，东北部与比利时接壤。
与阿尔西圣雷斯蒂蒂接壤的市镇（或旧市镇、城区）包括：伯尼厄、克拉马耶、屈里乌斯、茹艾涅、洛努瓦、吕村、卢佩涅、马斯特和维奥莱讷、米雷和克鲁特、萨波奈。

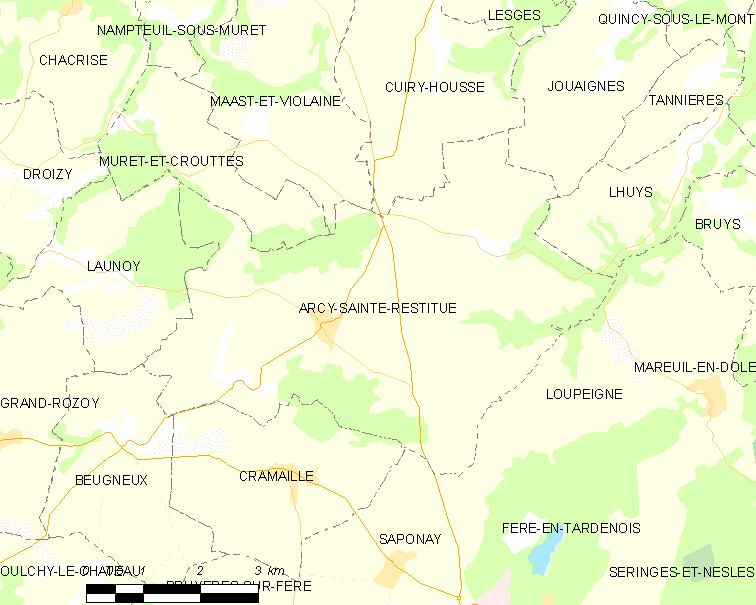
阿尔西圣雷斯蒂蒂的OSM定位图

阿尔西圣雷斯蒂蒂的时区为UTC+01:00、UTC+02:00（夏令时）。

## 行政
阿尔西圣雷斯蒂蒂的邮政编码为02130，INSEE市镇编码为02022。

## 政治
阿尔西圣雷斯蒂蒂所属的省级选区为维莱科特雷县。

## 人口

1962-2008年间阿尔西圣雷斯蒂蒂人口变化图示

阿尔西圣雷斯蒂蒂于2022年1月1日时的人口数量为398人。